# Besaias
Besaias (en francès Bésayes) és un municipi francès situat al departament de la Droma i a la regió d'Alvèrnia-Roine-Alps. L'any 2007 tenia 996 habitants.

## Demografia

### Població
El 2007 la població de fet de Bésayes era de 996 persones. Hi havia 357 famílies de les quals 68 eren unipersonals (32 homes vivint sols i 36 dones vivint soles), 111 parelles sense fills, 142 parelles amb fills i 36 famílies monoparentals amb fills.
La població ha evolucionat segons el següent gràfic:
Habitants censats

### Habitatges
El 2007 hi havia 398 habitatges, 373 eren l'habitatge principal de la família, 10 eren segones residències i 15 estaven desocupats. 379 eren cases i 18 eren apartaments. Dels 373 habitatges principals, 301 estaven ocupats pels seus propietaris, 64 estaven llogats i ocupats pels llogaters i 8 estaven cedits a títol gratuït; 1 tenia una cambra, 8 en tenien dues, 38 en tenien tres, 88 en tenien quatre i 238 en tenien cinc o més. 306 habitatges disposaven pel capbaix d'una plaça de pàrquing. A 143 habitatges hi havia un automòbil i a 211 n'hi havia dos o més.

### Piràmide de població
La piràmide de població per edats i sexe el 2009 era:
| Homes | Edats   | Dones |
| ----- | ------- | ----- |
| 0     | 95 o +  | 0     |
| 4     | 90 a 94 | 0     |
| 8     | 85 a 89 | 8     |
| 0     | 80 a 84 | 8     |
| 12    | 75 a 79 | 12    |
| 8     | 70 a 74 | 12    |
| 32    | 65 a 69 | 16    |
| 16    | 60 a 64 | 28    |
| 16    | 55 a 59 | 16    |
| 32    | 50 a 54 | 40    |
| 44    | 45 a 49 | 40    |
| 32    | 40 a 44 | 12    |
| 36    | 35 a 39 | 28    |
| 40    | 30 a 34 | 32    |
| 28    | 25 a 29 | 28    |
| 24    | 20 a 24 | 48    |
| 24    | 15 a 19 | 16    |
| 20    | 10 a 14 | 20    |
| 40    | 5 a 9   | 40    |
| 28    | 0 a 4   | 36    |

## Economia
El 2007 la població en edat de treballar era de 643 persones, 495 eren actives i 148 eren inactives. De les 495 persones actives 463 estaven ocupades (250 homes i 213 dones) i 32 estaven aturades (12 homes i 20 dones). De les 148 persones inactives 54 estaven jubilades, 54 estaven estudiant i 40 estaven classificades com a «altres inactius».

### Ingressos
El 2009 a Bésayes hi havia 372 unitats fiscals que integraven 978,5 persones, la mediana anual d'ingressos fiscals per persona era de 19.096 €.

### Activitats econòmiques
Dels 53 establiments que hi havia el 2007, 1 era d'una empresa alimentària, 2 d'empreses de fabricació d'altres productes industrials, 11 d'empreses de construcció, 4 d'empreses de comerç i reparació d'automòbils, 1 d'una empresa de transport, 1 d'una empresa d'hostatgeria i restauració, 3 d'empreses financeres, 5 d'empreses de serveis, 20 d'entitats de l'administració pública i 5 d'empreses classificades com a «altres activitats de serveis».
Dels 12 establiments de servei als particulars que hi havia el 2009, 1 era un taller de reparació d'automòbils i de material agrícola, 1 paleta, 2 guixaires pintors, 1 fusteria, 2 lampisteries, 1 electricista, 3 perruqueries i 1 restaurant.
L'únic establiment comercial que hi havia el 2009 era una fleca.
L'any 2000 a Bésayes hi havia 19 explotacions agrícoles que ocupaven un total de 672 hectàrees.

## Equipaments sanitaris i escolars
L'únic equipament sanitari que hi havia el 2009 era una farmàcia.
El 2009 hi havia una escola elemental integrada dins d'un grup escolar amb les comunes properes formant una escola dispersa.

## Poblacions més properes
El següent diagrama mostra les poblacions més properes.